# ETERNAL BLAZE
《ETERNAL BLAZE》는 미즈키 나나의 12집 싱글이다. 2005년 10월 19일에 출시되었다.